# Chute Montmorency
Pour les articles homonymes, voir Montmorency.
La chute Montmorency (parfois chutes, au pluriel) est une chute d'eau située a l'embouchure de la rivière Montmorency, où celle-ci se déverse par le rivage en falaise dans le fleuve Saint-Laurent, vis-à-vis de l'extrémité ouest de l'Île d'Orléans. Elle est administrativement partagée entre la ville de Québec et la municipalité de Boischatel. La chute, d'une hauteur de 83 mètres, est la plus haute de la province de Québec et dépasse de trente mètres les chutes du Niagara. La profondeur du bassin au pied de la chute est de dix-sept mètres.
La chute est située à l'intérieur du Parc de la Chute-Montmorency, centre touristique géré par la SÉPAQ. Des escaliers de 487 marches permettent de l'observer sous différents angles. Un pont suspendu relie les deux côtés du parc. Il y a également un téléphérique qui transporte les visiteurs entre la base et le sommet de la chute. L'hiver, les vapeurs d'eau se solidifient en périphérie de la chute qui devient alors un site populaire d'escalade glaciaire en plus de créer une importante masse de glace (le pain de sucre) devant la chute. Depuis 2019, l'accès au Parc de la Chute-Montmorency pour les non-résidents de la Communauté métropolitaine de Québec est payant (sauf pour les 17 ans et moins).

## Formation

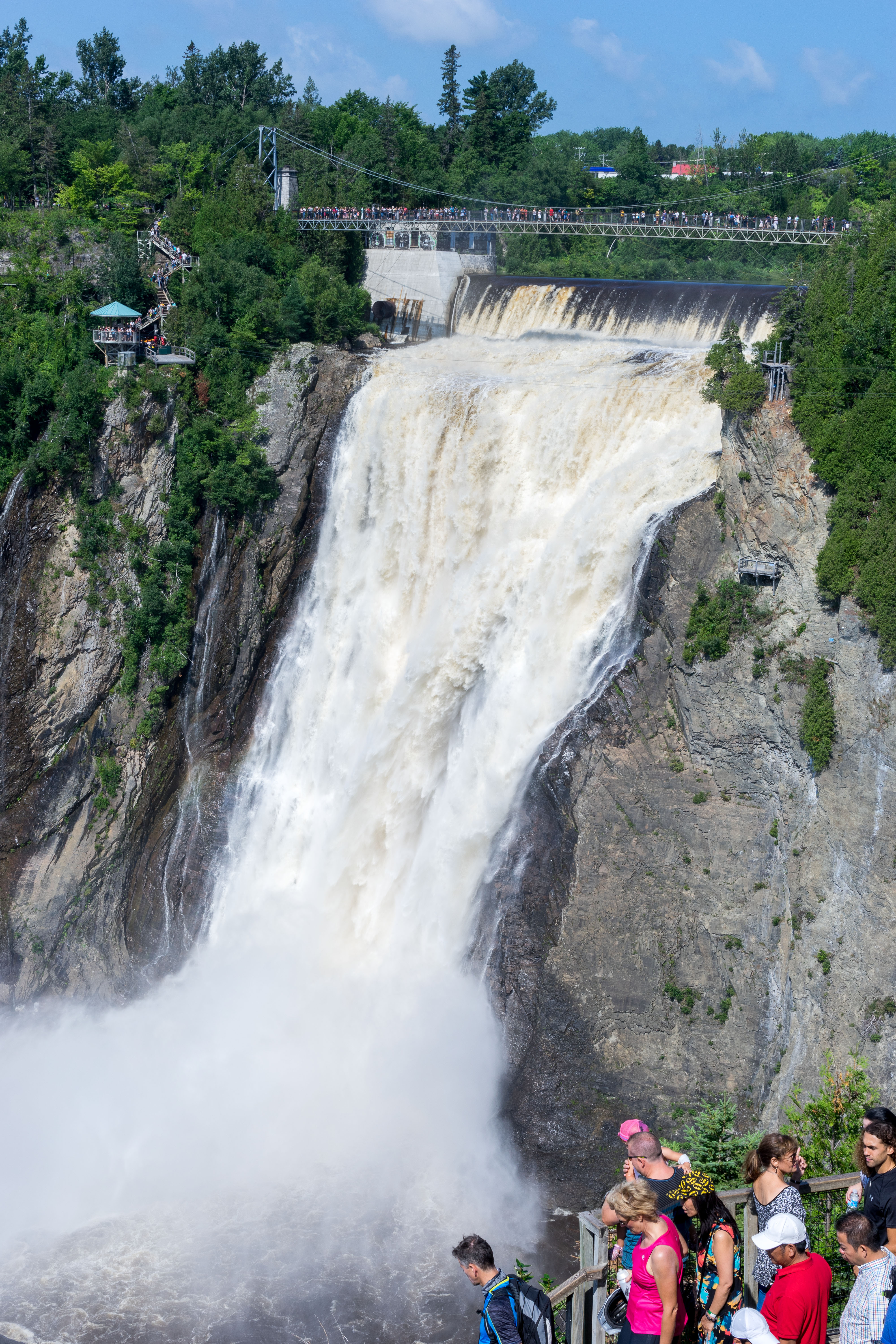
La puissante chute produit des embruns qui forment le fameux « Pain de sucre » en hiver.

Cette chute d’eau résulte d’une faille normale. Elle met en contact les roches du Grenville et celles de la Plate-forme du Saint-Laurent. Elle est considérée comme un vestige de l’époque où la région était située aux abords d’une marge continentale soit lors du Paléozoïque.

## Histoire

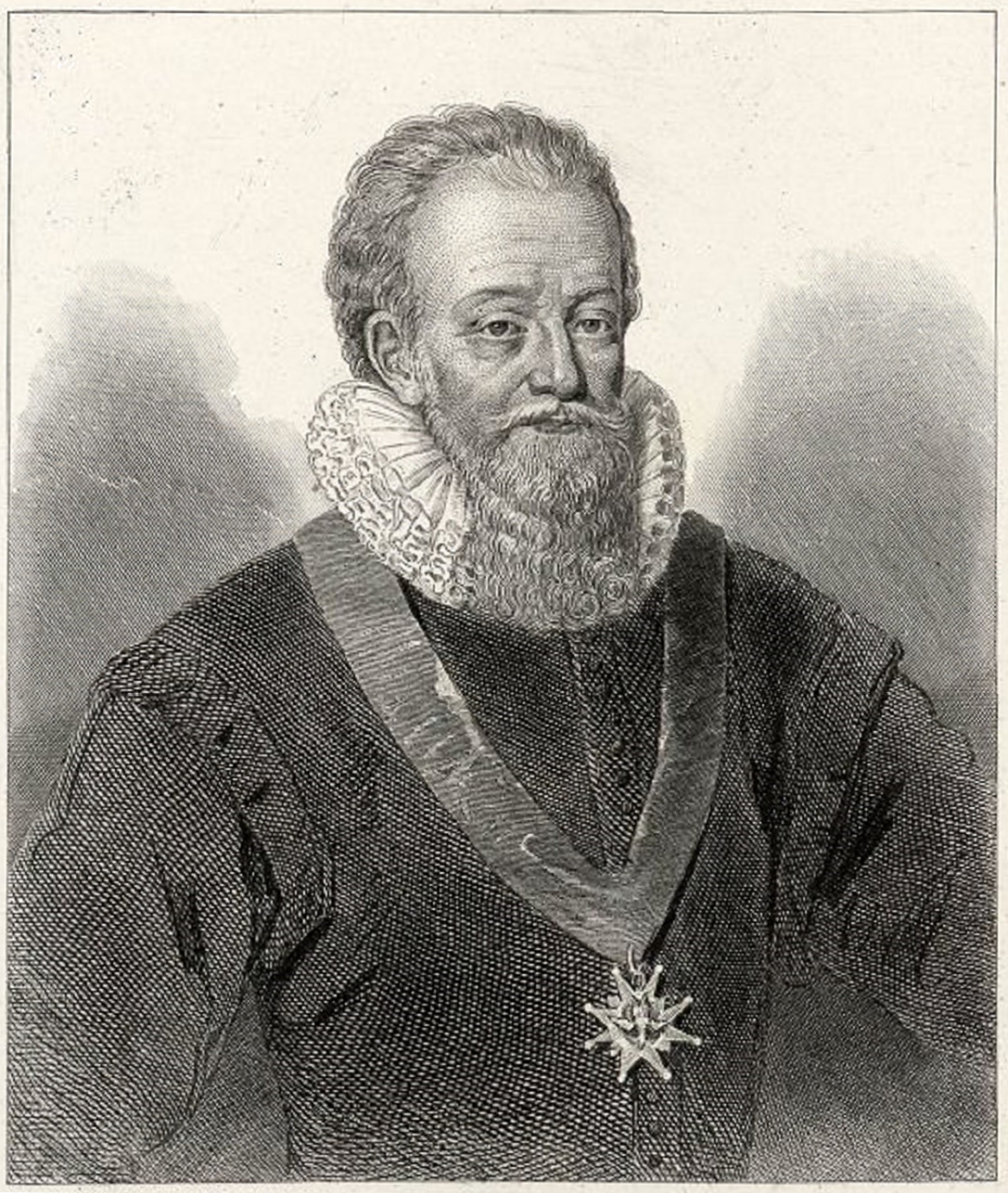
Portrait de Charles de Montmorency-Damville, Amiral de France, d'après Massard.

La chute a été nommée par Samuel Champlain en l'honneur de l’amiral de France et de Bretagne Charles de Montmorency-Damville, duc de Damville, pair de France, mort en 1612. La fonction politique d'amiral de France correspondait au ministre de la Marine de l'Ancien Régime. Champlain lui a dédié le rapport de sa première expédition au Canada de 1603.
En 1759, les attaques de la ville de Québec par le général Wolfe  furent repoussées par le général Montcalm à la chute Montmorency. Les restes des fortifications de terre construites par l'armée britannique sont situées dans la partie orientale du Parc. Wolfe fut en mesure par la suite de réussir un débarquement à l'Anse au Foulon, avant la bataille des plaines d'Abraham.

## Toponymie
Dans 1300 pièges du français parlé et écrit, Camil Chouinard explique que « La Commission de toponymie du Québec ne connaît que la Chute Montmorency, et, en fait, il n'y en a qu'une. » Cette idée fausse a été reprise par Yvon Delisle, dans Mieux dire : Mieux écrire le second fondant manifestement sa critique sur le livre du premier. Si la population de Québec a senti le besoin d'utiliser l'expression « chutes Montmorency » au pluriel, c'est qu'il y a trois chutes à cet endroit.
D'abord, on entend, bien avant de la voir, chute Montmorency, plus rarement appelée « Grand Sault ». On trouve deux chutes plus petites, rarement montrées en images. Il y a le Voile de la Mariée, nom qui figure d'ailleurs sur un panneau d'indication, à l'entrée du Parc de la Chute-Montmorency, mais qui n'est pas reconnue par la Commission de toponymie du Québec. On peut également observer une toute petite chute sans nom, formée par la conduite forcée de l'ancienne centrale hydroélectrique dont les ruines sont toujours visibles à sa base. Celle-ci trouve sa source directement au sommet du Grand Sault où l'édifice de la prise d'eau surplombe toujours la cataracte.
Ces deux petites chutes ne sont pas bien connues comparativement au Grand Sault notamment parce qu'une voie ferrée les rend difficiles d'accès. Si les deux autres chutes sont méconnues, c'est que le Parc de la Chute-Montmorency n'est aménagé qu'en fonction du Grand Sault.

Les escaliers panoramiques permettent d'observer la chute sous différents angles.

## Dans la culture

### Légende

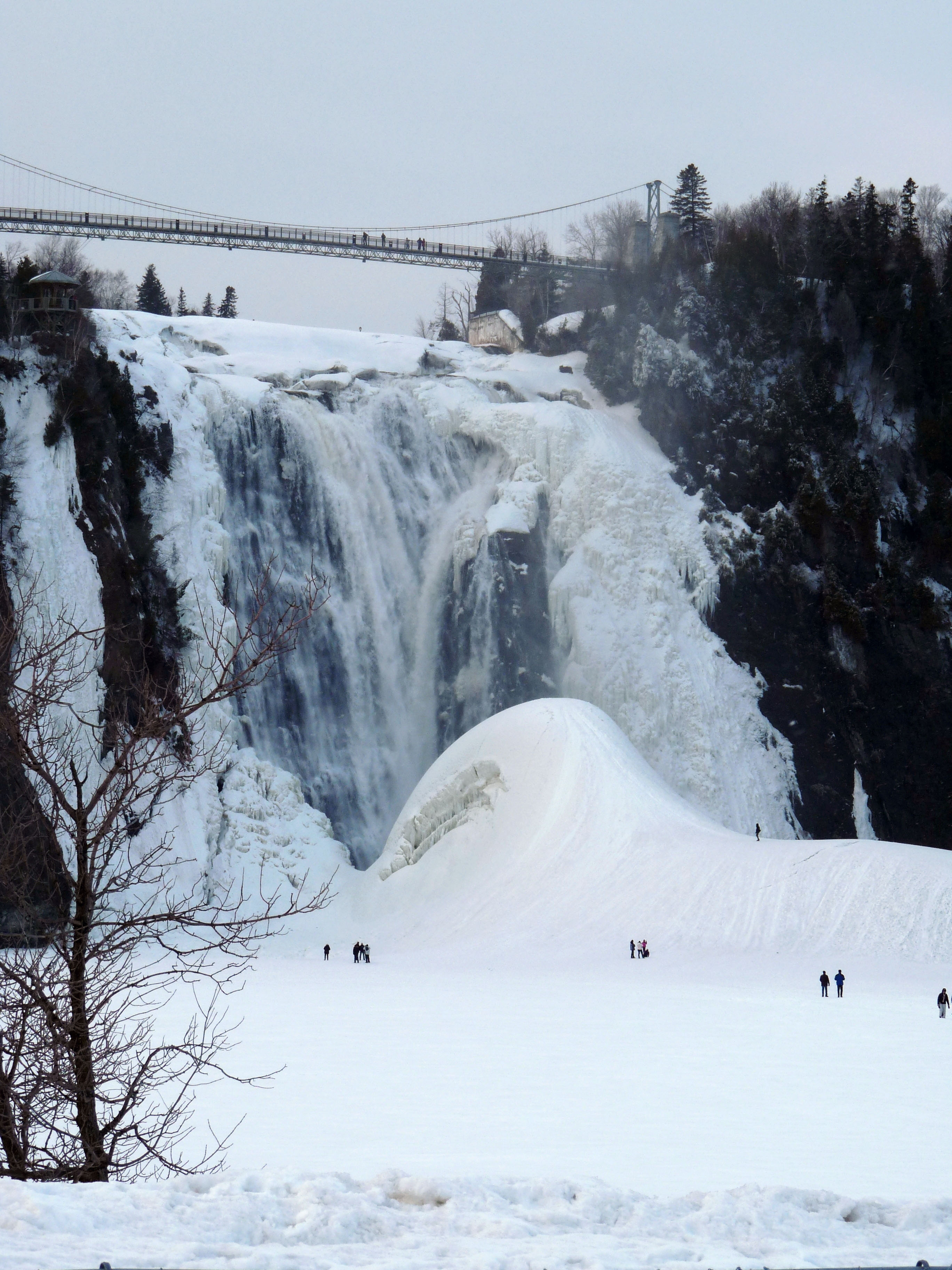
Le « pain de sucre » en hiver aux pieds des chutes

#### Légende de la Dame blanche
Une légende entoure la beauté de la chute Montmorency. Celle-ci se déroule lorsque le Québec s'appelait encore la Nouvelle-France, en 1759, à la frontière de Boischatel et de Beauport, à quelques kilomètres de la ville de Québec. Mathilde et Louis, deux amoureux, se fréquentaient souvent au haut de la chute Montmorency. Ils s’aimaient tellement que Louis demanda la main de Mathilde. Le père de la jeune fille connaissait déjà très bien Louis et accepta avec bonheur de donner sa fille en mariage. La cérémonie devait avoir lieu en juillet et Mathilde avait choisi la plus belle des robes blanches.
Malheureusement, à cette époque, la guerre faisait rage en Amérique, et quelques jours avant la fameuse date, les Anglais débarquèrent et lancèrent une attaque aux environs de la chute. Louis, s’étant engagé dans la milice, partit pour la bataille. Après des heures acharnées de combats, l’armée et la milice française finirent par contenir les avancées anglaises, aidées par la pluie qui rendait le combat difficile. Apprenant la bonne nouvelle, Mathilde se dirigea vers le champ de bataille, sourire aux lèvres. Rendue sur place, elle découvrit le corps livide de son amant. Prise d’une tristesse plus grosse que son cœur ne pouvait le supporter, elle retourna à la ferme de ses parents, enfila sa magnifique robe et se jeta dans le vide de la chute.
Encore aujourd’hui, principalement en été et en automne, les habitants des environs disent voir une forme blanchâtre courir de l'ancien champ de bataille et se jeter dans les remous de la chute ou alors voir son visage dans la chute Montmorency.

#### Le voile de la Mariée

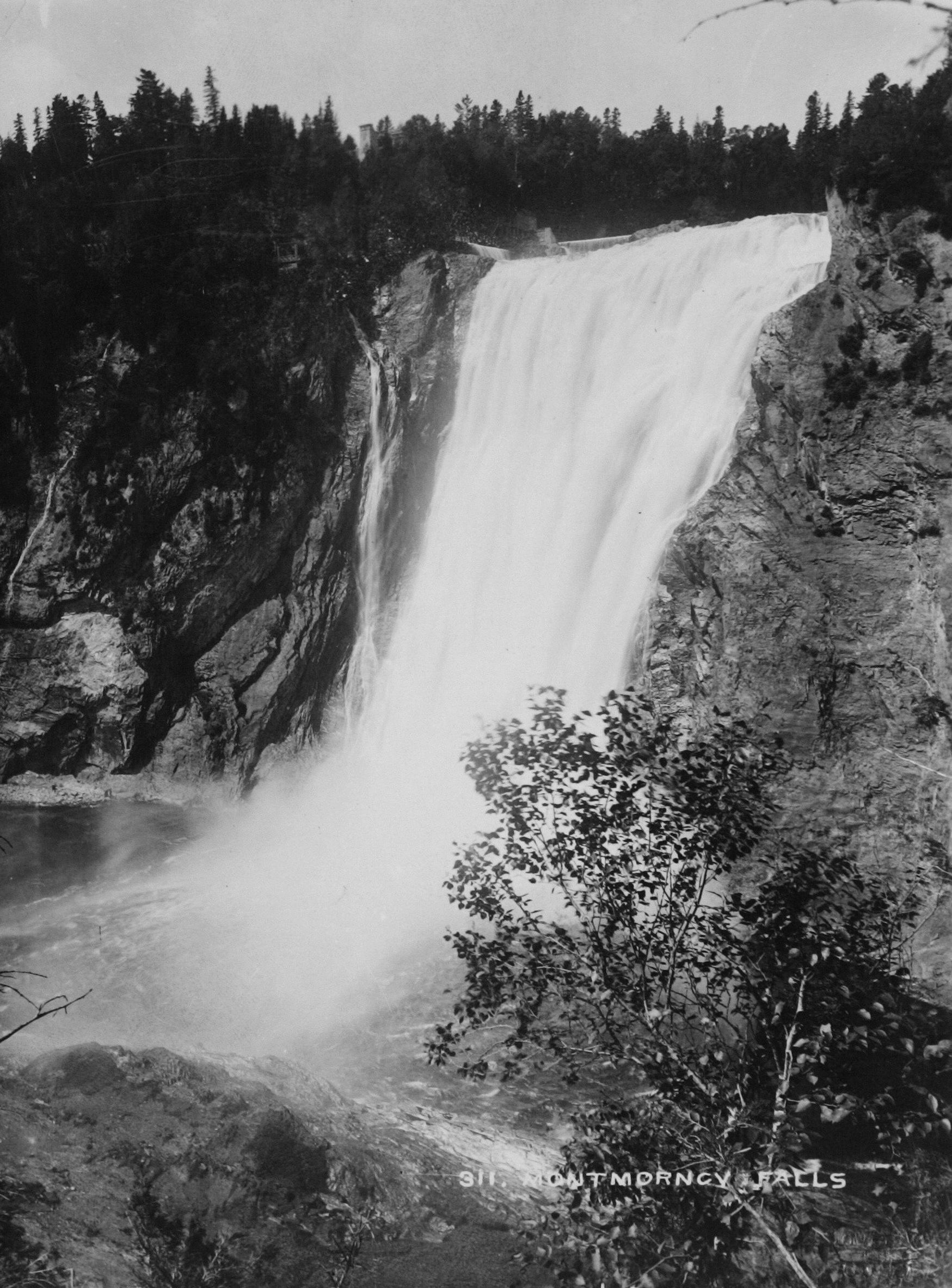
Chute Montmorency vers 1900

Le nom de « Voile de la Mariée » est très ancien et on le retrouve souvent intimement lié à la légende de la Dame blanche, qu'on retrouve à plusieurs endroits dans le monde. La Commission de toponymie répertorie deux endroits similaires au Québec : le Belvédère du Voile-de-la-Mariée, en Gaspésie, et une chute Voile de la Mariée, dans la région de Lanaudière. L'île de la Réunion, la Corse, la Provence, le Mali et la Norvège possèdent également une cascade du Voile de la Mariée.

#### Grand Sault
Grand Sault est le nom parfois donné à la chute principale. Il n'est pas unique. On le retrouve également au Nouveau-Brunswick où la cascade Grand Sault a donné le nom à une ville. Selon ce qu'on raconte, une jeune Amérindienne y serait tombée en tâchant de sauver sa tribu. Certaines circonstances de cette histoire rappellent celle de la Dame blanche.
Grand Sault est aussi le nom d'une chute en Gaspésie. Il est possible qu'une ambiguïté entre sault, qui signifiait « rapides » en français plus ancien (comme dans Sault-au-Récollet) et « saut » au sens d'action de sauter, soit en partie à l'origine de ces légendes.

#### Origine

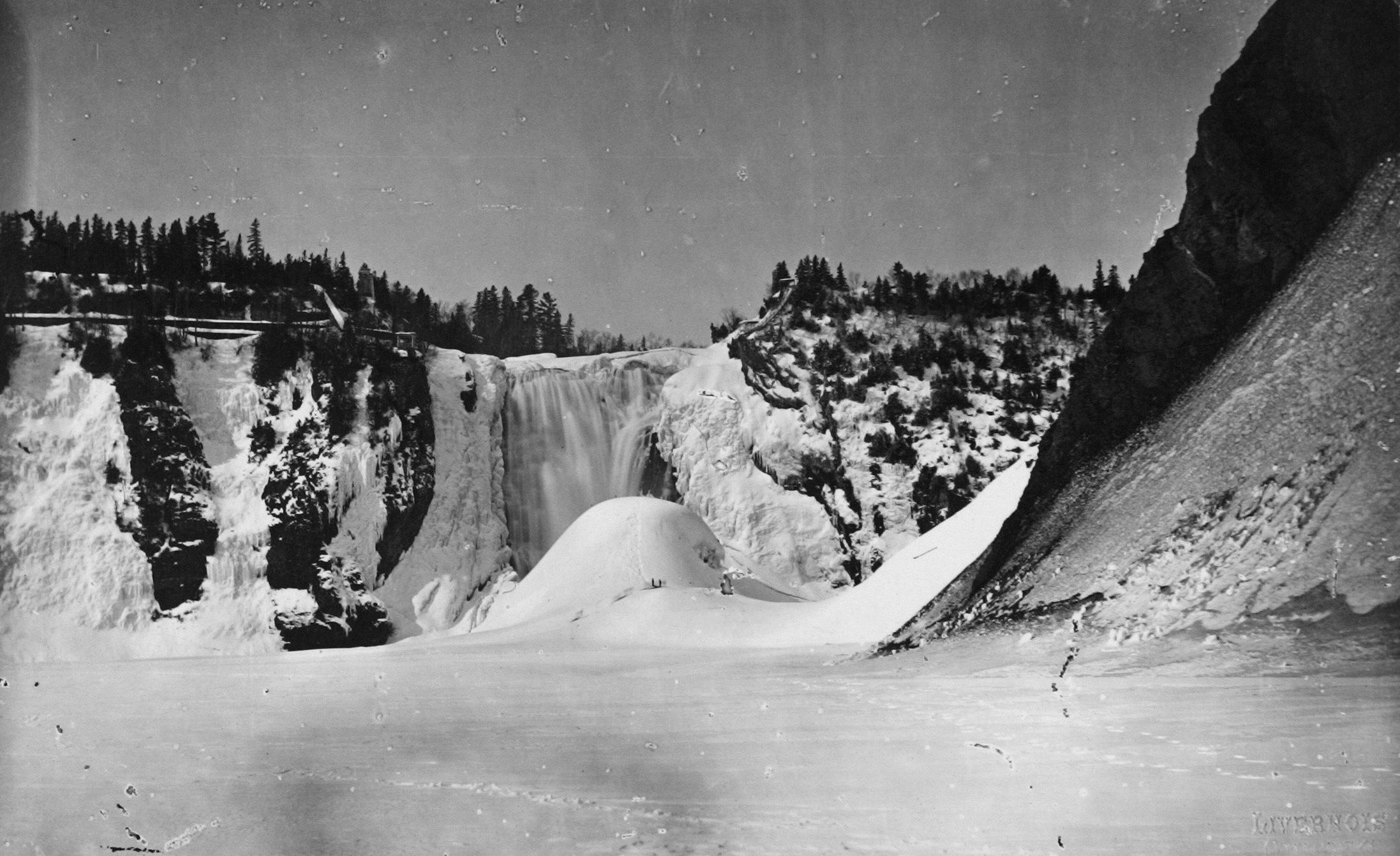
Chute Montmorency en hiver vers 1900

Les légendes de Dame blanche ne sont pas particulières au Parc de la chute Montmorency, ni au Québec. On les retrouve dans la mythologie celtique (la chasse-galerie est aussi d'origine celtique). En anglais, on trouve l'expression to wail like a banshee (littéralement : « crier comme une dame blanche ») qui signifie « crier à tue-tête » car dans la mythologie irlandaise, ces dames blanches préviennent en criant les familles d'une mort imminente.
Elles pourraient d'ailleurs être de proches parentes de fée Mélusine, qui poussait des cris caractéristiques : « Cris de Mélusine. Cris violents » (Littré, 1876) annonciateurs de morts. Quant aux germanophones et aux hispanophones, ils connaissent également des légendes similaires et utilisent respectivement les termes : Weiße Frau et la Llorona.

### Littérature
On trouve la chute Montmorency mentionnée dans Au large de l'écueil, d'Hector Bernier, publié en 1912. On peut consulter l'œuvre complète en ligne sur Project Gutenberg :

« Une sourde angoisse les serre à la gorge, enveloppe leur âme d'ils ne savent quelle terreur indicible. Ils sont presque pétrifiés, tous trois, Jeanne, Marguerite et Jules, devant la Chute Montmorency géante, et leurs mains convulsives se cramponnent au garde-fou qui les sépare de l'abîme. La clameur des eaux, s'écrasant dans le vide et rugissant sur les rocs, fait trembler la gorge de la montagne, et, la vaste plainte aux gémissements sans nombre épouvante. L'écume, à gros bouillons immaculés, se précipite sur les rochers qu'elle gruge, galope sur les croupes arrondies, se tord dans les sillons creux, se déchire aux pointes aiguës, s'effondre en une vague colossale dans le gouffre hurlant sous terre. […] »

## Anecdote
La presse mentionne parfois des suicides ou de tentatives de suicide aux Chutes Montmorency :
- article du journal Le Soleil
- procès-verbal des délibérations du comité sénatorial permanent des Affaires sociales, des sciences et de la technologie du gouvernement canadien.